# آدی روخا
آدی روخا (به پرتغالی: Adi Rocha Sobrinho Filho) مهاجم اهل برزیل است که در شهر Riachão, Maranhão و در تاریخ ۱۵ دسامبر ۱۹۸۵ به دنیا آمده‌است.
آدی روخا در تیم‌های فوتبال Nacional Atlético Clube سابقهٔ حضور دارد.